# Gary Cahill
Gary James Cahill (sinh 19 tháng 12, năm 1985) là một cựu cầu thủ bóng đá Anh từng thi đấu ở vị trí trung vệ.
Cahill bắt đầu sự nghiệp chơi bóng của mình với đội trẻ của CLB A.F.C. Dronfield. Năm 2000 anh gia nhập học viện Aston Villa và tiếp tục sự nghiệp bóng đá của mình. Năm 2004 anh gia nhập Burnley trên một bản hợp đồng hợp đồng cho mượn dài hạn, nơi anh chơi rất hay trước khi trở về Aston Villa. Sau đó anh tiếp tục được đem cho mượn tới Bolton Wanderers. Ngày 30 tháng 5 năm 2008, anh chuyển tới Bolton Wanderers với mức giá khoảng 5 triệu bảng. Cahill đã chơi tốt cho Bolton, trở thành một trong những cầu thủ quan trọng nhất đội và là đội phó của câu lạc bộ. Anh đã ra sân 130 trận, ghi được 13 bàn thắng cho Bolton. Tháng 1 năm 2012, Cahill chuyển tới Chelsea với mức giá 7 triệu bảng, anh đã cùng Chelsea giành chức vô địch UEFA Champions League 2012, Cúp FA và UEFA Europa League 2013
Cahill có quốc tịch Anh, anh có thể chọn để chơi cho đội tuyển Anh hoặc đội tuyển cộng hòa Ai-Len và cuối cùng anh đã chọn khoác áo đội tuyển Anh.

## Sự nghiệp cấp câu lạc bộ
Bắt đầu sự nghiệp
Sinh ra tại Sheffield, South Yorkshire, Cahill đã bắt đầu sự nghiệp của mình với AFC Dronfield, Sunday League đội ở Derbyshire, nơi anh đã chơi cho đến khi anh 15 tuổi. Trong thời gian của mình ở đó, một số câu lạc bộ đến xem anh thi đấu, bao gồm cả Barnsley, Sheffield Wednesday, Derby County và Aston Villa. Năm 2000, anh gia nhập Học viện Aston Villa và tiếp tục phát triển sự nghiệp của mình. Năm 2000, anh gia nhập Burnley trên một hợp đồng cho mượn kéo dài, nơi anh thi đấu tốt trước khi trở về thi đấu cho Aston Villa. Sau đó, anh ký hợp đồng với câu lạc bộ quê hương Sheffield United trên một hợp đồng cho mượn ba tháng.

### Bolton
Ngày 30 tháng 1 năm 2008, anh ký hợp đồng với Bolton với mức giá khoảng 5 triệu bảng. Cahill đã thi đấu rất hay cho Bolton trong những năm qua, anh luôn chiếm được một vị trí vững chắc ở đội hình chính và trở thành đội phó. Anh đã được ra sân 130 lần và ghi được 13 bàn thắng cho Bolton.

### Chelsea
Tháng 1 năm 2012, Cahill ký hợp đồng với Chelsea, phí chuyển nhượng khoảng 7 triệu bảng.
28/1/2012, anh có trận đầu tiên cho Chelsea trong trận thằng 1-0 trước QPR tại cúp FA. 18/3/2012 Anh có bàn thắng đầu tiên cho Chelsea trong trận thắng 5-2 trước Leicester City, trong trận đó anh đã ăn mừng với chiếc áo "PRAY 4 MUAMBA" để thể hiện sự cầu mong Fabrice Muamba khỏi bệnh sau cơn đột quỵ.
19 tháng 5 năm 2012, anh có mặt trong trận chung kết Champions League cùng với David Luiz vì cặp trung vệ Terry và Ivanovic bị treo giò. Anh đã có 1 trận đấu khá thành công và đã cùng Chelsea lần đầu tiên vô địch Champions League sau khi giành chiến thắng trên loạt sút luân lưu trước Bayern Munich.
Cuối mùa giải 2018–19, hợp đồng của Cahill với Chelsea hết hạn, và anh rời câu lạc bộ.

### Crystal Palace
Sau khi rời Chelsea, Cahill ký hợp đồng 2 năm với Crystal Palace ngày 5 tháng 8 năm 2019, tái hợp với cựu thuyền trưởng tuyển Anh, Roy Hodgson.

### AFC Bournemouth
Cahill ký hợp đồng với câu lạc bộ đang chơi tại Championship AFC Bournemouth vào 20 tháng 8 năm 2021 có thời hạn 1 năm.

## Đội tuyển quốc gia
Cahill là một cầu thủ quốc tế, anh có đủ điều kiện để chơi cho một trong hai Đội tuyển Anh hoặc Đội tuyển cộng hòa Ai-Len,nhưng anh đã chọn để chơi cho Đội tuyển Anh. Ngày 6 tháng 2 năm 2007, anh có trận ra mắt cho U21 Anh, anh được thay vào trong trận đấu với Tây Ban Nha. Ngày 4 tháng 6 năm 2009, Cahill được gọi lên đội tuyển Anh cho trận đấu với Kazakhstan. Tuy nhiên, anh chỉ lần đầu ra mắt ngày 3 tháng 9 năm 2010. Ngày 29 tháng 3 năm 2011, Cahill có trận đấu đầu tiên cho đội tuyển quốc gia trong trận giao hữu với Ghana. Anh ghi bàn thắng đầu tiên của mình trong trận đấu với Bulgaria ở vòng loại Euro 2012.
Sau kì World Cup 2018 thành công của đội tuyển Anh (xếp hạng tư chung cuộc giải đấu), Gary Cahill tuyên bố chia tay đội tuyển quốc gia sau 8 năm gắn bó, tổng cộng anh đã thi đấu 61 trận và ghi được 5 bàn thắng.

## Thống kê

### Câu lạc bộ
Tính đến 19 tháng 5 năm 2018.
| Câu lạc bộ              | Mùa giải            | Giải ngoại hạng     | Giải ngoại hạng | Giải ngoại hạng | Cúp quốc gia1 | Cúp quốc gia1 | Cúp liên đoàn1 | Cúp liên đoàn1 | Châu Âu2 | Châu Âu2  | Khác    | Khác      | Tổng cộng | Tổng cộng |
| Câu lạc bộ              | Mùa giải            | Giải ngoại hạng     | Số trận         | Bàn thắng       | Số trận       | Bàn thắng     | Số trận        | Bàn thắng      | Số trận  | Bàn thắng | Số trận | Bàn thắng | Số trận   | Bàn thắng |
| ----------------------- | ------------------- | ------------------- | --------------- | --------------- | ------------- | ------------- | -------------- | -------------- | -------- | --------- | ------- | --------- | --------- | --------- |
| Aston Villa             |                     |                     |                 |                 |               |               |                |                |          |           |         |           |           |           |
| 2004–05                 | Premier League      | 0                   | 0               | —               | —             | 0             | 0              | —              | —        | —         | —       | 0         | 0         |           |
| 2005–06                 | Premier League      | 7                   | 1               | 0               | 0             | 1             | 0              | —              | —        | —         | —       | 8         | 1         |           |
| 2006–07                 | Premier League      | 20                  | 0               | 1               | 0             | 0             | 0              | —              | —        | —         | —       | 21        | 0         |           |
| 2007–08                 | Premier League      | 1                   | 0               | 0               | 0             | 1             | 0              | —              | —        | —         | —       | 2         | 0         |           |
| Tổng cộng               | Tổng cộng           | 28                  | 1               | 1               | 0             | 2             | 0              | —              | —        | —         | —       | 31        | 1         |           |
| Burnley (mượn)          | 2004–05             | Championship        | 27              | 1               | 4             | 0             | 1              | 0              | —        | —         | —       | —         | 32        | 1         |
| Sheffield United (mượn) | 2007–08             | Championship        | 16              | 2               | —             | —             | —              | —              | —        | —         | —       | —         | 16        | 2         |
| Bolton Wanderers        |                     |                     |                 |                 |               |               |                |                |          |           |         |           |           |           |
| 2007–08                 | Premier League      | 13                  | 0               | —               | —             | —             | —              | 4              | 0        | —         | —       | 17        | 0         |           |
| 2008–09                 | Premier League      | 33                  | 3               | 0               | 0             | 1             | 0              | —              | —        | —         | —       | 34        | 3         |           |
| 2009–10                 | Premier League      | 29                  | 5               | 2               | 1             | 3             | 1              | —              | —        | —         | —       | 34        | 7         |           |
| 2010–11                 | Premier League      | 36                  | 3               | 5               | 0             | 0             | 0              | —              | —        | —         | —       | 41        | 3         |           |
| 2011–12                 | Premier League      | 19                  | 2               | 0               | 0             | 2             | 0              | —              | —        | —         | —       | 21        | 2         |           |
| Tổng cộng               | Tổng cộng           | 130                 | 13              | 7               | 1             | 6             | 1              | 4              | 0        | —         | —       | 147       | 15        |           |
| Chelsea                 | 2011–12             | Premier League      | 10              | 1               | 4             | 1             | —              | —              | 5        | 0         | —       | —         | 19        | 2         |
| Chelsea                 | 2012–13             | Premier League      | 26              | 2               | 4             | 0             | 4              | 2              | 9        | 2         | 2       | 0         | 45        | 6         |
| Chelsea                 | 2013–14             | Premier League      | 30              | 1               | 3             | 0             | 3              | 0              | 11       | 1         | —       | —         | 47        | 2         |
| Chelsea                 | 2014–15             | Premier League      | 36              | 1               | 2             | 1             | 4              | 0              | 6        | 1         | —       | —         | 48        | 3         |
| Chelsea                 | 2015–16             | Premier League      | 23              | 2               | 4             | 1             | 2              | 0              | 7        | 1         | 1       | 0         | 37        | 4         |
| Chelsea                 | 2016–17             | Premier League      | 37              | 6               | 3             | 0             | 3              | 2              | —        | —         | —       | —         | 43        | 8         |
| Chelsea                 | 2017–18             | Premier League      | 27              | 0               | 6             | 0             | 3              | 0              | 6        | 0         | 1       | 0         | 43        | 0         |
| Chelsea                 | Tổng cộng           | Tổng cộng           | 189             | 13              | 26            | 3             | 19             | 4              | 44       | 5         | 4       | 0         | 282       | 25        |
| Tổng cộng sự nghiệp     | Tổng cộng sự nghiệp | Tổng cộng sự nghiệp | 390             | 30              | 38            | 4             | 28             | 5              | 48       | 5         | 4       | 0         | 508       | 44        |

1Bao gồm FA Cup và League Cup.
2Bao gồm UEFA Super Cup và FIFA Club World Cup
3Bao gồm FA Community Shield

### Đội tuyển quốc gia
Tính đến ngày 28 tháng 6 năm 2018.
| Đội tuyển quốc gia Anh | Đội tuyển quốc gia Anh | Đội tuyển quốc gia Anh |
| Năm                    | Số lần ra sân          | Số bàn thắng           |
| ---------------------- | ---------------------- | ---------------------- |
| 2010                   | 1                      | 0                      |
| 2011                   | 6                      | 1                      |
| 2012                   | 5                      | 1                      |
| 2013                   | 9                      | 0                      |
| 2014                   | 12                     | 1                      |
| 2015                   | 7                      | 0                      |
| 2016                   | 12                     | 1                      |
| 2017                   | 5                      | 0                      |
| 2018                   | 3                      | 1                      |
| Tổng cộng              | 61                     | 5                      |

### Bàn thắng quốc tế
Tỷ số của Anh viết trước.
| # | Ngày                 | Địa điểm                                            | Đối thủ  | Bàn thắng | Kết quả | Giải đấu                 |
| - | -------------------- | --------------------------------------------------- | -------- | --------- | ------- | ------------------------ |
| 1 | 2 tháng 9 năm 2011   | Sân vận động Quốc gia Vasil Levski, Sofia, Bulgaria | Bulgaria | 1–0       | 3–0     | Vòng loại Euro 2012      |
| 2 | 29 tháng 2 năm 2012  | Sân vận động Wembley, London, Anh                   | Hà Lan   | 1–2       | 2–3     | Giao hữu                 |
| 3 | 30 tháng 5 năm 2014  | Sân vận động Wembley, London, Anh                   | Perú     | 2–0       | 3–0     | Giao hữu                 |
| 4 | 11 tháng 11 năm 2017 | Sân vận động Wembley, London, Anh                   | Scotland | 3–0       | 3–0     | Vòng loại World Cup 2018 |
| 5 | 2 tháng 6 năm 2018   | Sân vận động Wembley, London, Anh                   | Nigeria  | 1–0       | 2–1     | Giao hữu                 |

## Danh hiệu
Chelsea FC
- Cúp FA: 2012
- UEFA Champions League: 2012
- UEFA Europa League: 2012–13
- Cúp Liên đoàn bóng đá Anh (1): 2014-2015
- Vô địch Premier League: 2014–15
- Vô địch Premier League: 2016–17
- Vô địch UEFA Europa League: 2018–19